# Скитовски, Тибор
Тибор де Скитовски (англ. Tibor de Scitovsky; 3 ноября 1910 года, Будапешт — 1 июня 2002 года, Станфорд, Калифорния) — американский экономист венгерского происхождения, эмерит профессор Стэнфордского университета, автор общественной кривой безразличия и парадокса Скитовски. 

## Биография
Тибор родился 3 ноября 1910 года в Будапеште, в семье будущего министра иностранных дел Венгрии в 1924—1925 годах Тибора Скитовски.
В 1932 году получил степень бакалавра по юриспруденции в Будапештском университете, степень магистра в Кембриджском университете, докторскую степень в 1938 году в Лондонской школе экономики.
В 1939 году эмигрировал в США. В 1943—1946 годах во время Второй мировой войны служил в контрразведке США. В 1946 году работал в Министерстве торговли США. В 1966—1968 годах работал в Организации экономического сотрудничества и развития в Париже.
Преподавательскую деятельность начал помощником профессора в Стэнфордском университете в 1946—1958 годах, продолжил в должности полного профессора в Калифорнийском университете в Беркли в 1958—1966 годах. Вернувшись из Европы, в 1966—1968 годах преподавал в Йельском университете, затем в 1970—1976 годах — в Стэнфордском университете. В 1976 году выходит на пенсию и становится почётным профессором Стэнфордского университета. Он также являлся почётным профессором Калифорнийского университета в Санта-Круз, почётным профессором Будапештского университета, членом Королевского Экономического Общества, членом Американской академии искусств и наук, с 1981 года членкором Британской академии.

## Награды
За свои достижения в области экономической теории был неоднократно награждён:
- 1949 — стипендия Гуггенхайма,
- 1973 —  почётный член Американской экономической ассоциации,
- 1990 — премия Фрэнка Сейдмана.

## Основной вклад в науку
Тибор в 1941 году первый предложил общественную кривую безразличия, а также парадокс Скитовски.